# Вербська Дача
Ве́рбська да́ча — ботанічний заказник місцевого значення, створений рішенням Вінницького облвиконкому № 559 від 17 листопада 1981 р. і статус якого підтверджений 25 жовтня 1990 р..
Разом із ботанічним заказником загальнодержавного значення «Бритавський», ботанічним заказником місцевого значення «Червоногреблянський» та ботанічними пам'ятками природи загальнодержавного значення «Терещуків яр» та «Ромашково» визначені ядром запроєктованого національного природного парку «Кармелюкове Поділля».

## Місцезнаходження
Заказник розташований поблизу с. Вербка Гайсинського району на Вінниччині у Червоногреблянському лісництві, квартал 6, ділянка 3. Площа природоохоронного об'єкту становить 46 га.

## Опис
Заказник створений з метою охорони грабово-дубових лісів віком вже понад 100 років, підлісок в яких утворює реліктовий вид — кизил справжній. Зростає також рідкісний вид — берека.
У 2010 р. увійшов до складу Національний природний парк «Кармелюкове Поділля»
За фізико-географічним районуванням України ця територія належить до Піщансько-Савранського району Південної лісостепової області Подільської височини Дніпровсько-Дністровської лісостепової провінції Лісостепової зони. Ділянка розташована на розчленованій глибокими долинами лесовій височині з сірими опідзоленими ґрунтами. З геоморфологічної точки зору територія заказника являє собою ерозійно-акумулятивно-денудаційну сильно хвилясту (Балтську) рівнину.
Клімат території помірно континентальний. Для нього характерне тривале, нежарке літо і порівняно недовга, м'яка зима. Середня температура січня становить -5,5…-5°C, липня +20,5…+20 °C. Річна кількість опадів складає 500—525 мм.
За геоботанічним районуванням України ця територія належить до Європейської широколистяної області, Подільсько-Бесарабської провінції, Вінницького (Центральноподільського) округу.
Територія заказника знаходиться на схилі плакора, розчленованого глибокими балками. Рослинність представлена дубовими і грабово-дубовими лісами. Найцікавішими є дубові ліси віком понад 100 років з кизилом у підліску і домінуванням у травостої субсередземноморських видів — гробейник пурпурово-блакитний, осока парвська, барвінок малий. Грабово-дубові ліси також мають флористичну своєрідність. В їх травостані також домінує осока парвська, дещо менші площі займають волосистоосокові і зірочникові угруповання.
В деревостані грабово-дубових і дубових лісів велика частка береки. В трав'яному покриві значну участь беруть субсередземноморські види: холодок тонколистий, горобейник пурпурово-блакитний, перлівки ряба і одноквіткова, купина лікарська, медунка м'яка та ін. Серед флори заказника зустрічаються види, занесені до Червоної книги України: підсніжник білосніжний, тюльпан дібровний, гніздівка звичайна, коручка пурпурова і широколиста, осока тінелюбива, бересклет карликовий (реліктовий вид, поширений тільки в цьому районі).